# Amazon.comの合併・買収リスト
Amazon.comはしばしばAmazonと呼ばれるアメリカの電子商取引およびクラウドコンピューティング企業で、ワシントン州シアトルに本社を置いている。1998年以降、複数の企業がアマゾンによって買収された。Amazonは、買収ポートフォリオをいくつかの市場セクターに多様化してきた。

## 1998年
- PlanetAllーマサチューセッツ州ケンブリッジに拠点を置くリマインダーサービス
- Jungleeーサニーベールに拠点を置くXMLベースのデータマイニングスタートアップ[2][3][4]
- Bookpages.co.uk[5] イギリスのオンライン書籍小売業者、1998年10月15日にAmazon UKになった[6]
- Telebook (www.telebuch.de) はドイツのリーディングオンライン書店、Amazonドイツのオンラインストアになった[7]。
- Internet Movie Database (IMDb)[8]

## 1999年
- Alexa Internet-データベース企業[9]
- Accept.com-金融サービス企業[10]
- Drugstore.com 1999年に40%出資[11] 、2000年に出資を増やす[12] 2011年にウォルグリーンに持ち株90%分を売却[13]
- GeoWorks, 無線通信企業、少数株主持分の購入[14]
- Pets.com – アマゾンは54%分の株を購入[15]
- LiveBid.com-インターネットベースのオークションソフトウェア開発[16]
- e-Niche IncorporatedーExchange.com、Bibliofind.com (希少な書籍タイトル)とMusicfile.com (見つけにくい楽曲)から構成される企業[17][18]
- HomeGrocer.com – Amazonはオンライン食料品店の35%分の株を購入[19]
- Gear.com – Amazonは49%分の株を購入[20] (企業は2000年にOverstock.comに買収された)
- Tool Crib of the NorthーAmazonは1999年10月に同社のオンライン販売およびカタログ販売部門を買収し、非常に幅広いツールと家庭用品を販売している[21]。
- Convergence Corporationーワイヤレスデバイスをインターネットに接続するためのソフトウェア[22]
- MindCorps Incorporatedーウェブベースのデータベースへのオンラインチャットを含むウェブサイトのアプリケーション[23]
- Della.com, gift registry, expert advice, and personalized gift suggestions – Amazonは株式の20%分を購入[24] (2000年4月に企業はWeddingChannel.comと統合[25])
- Back to Basics Toysーカタログ玩具ストア[26] (2003年にScholasticに売却)[27]
- Ashford.comーラグジュアリー商品の小売業者– Amazonが株の16.6%分を購入[28]
- Leep Technology Inc.ーオンラインデータベースクエリツールおよびCRMソフトウェアの開発[29]

## 2002年
- オンライン音楽小売業者 CDNow[30]

## 2004年
- Joyo.com-中国の電子商取引サイト[31]

## 2005年
- BookSurge-オンデマンド印刷企業[32]
- Mobipocket.comー電子ブックソフトウェア企業[33][34] (関連 Amazon.comの論争#BookSurge)
- CreateSpace.com (以前はCustomFlix) カリフォルニア州シリコンバレーに拠点を置くオンデマンドDVDの流通業者。オンデマンド印刷本やCD、ビデオを踏む事業に拡大[35][36]
- Smallparts.comー工業部品のサプライヤー[37]

## 2006年
- Shopbopーウィスコンシン州マディソンに拠点を置く女性向けデザイナーズ衣料品アクセサリーの小売業者[38]

## 2007年
- dpreview.comーロンドンに拠点を置くデジタル写真レビューサイト
- Brilliance Audioー米国最大の独立系オーディオブック出版社[39]

## 2008年
- Audible.comとFabric.com[40]
- Box Office Mojo[41]
- AbeBooks[42]
- Shelfari[43] (LibraryThingの40%分の株式とBookFinder.com、 Gojaba.comとFillZの全体の所有権を含む)
- Reflexive Entertainmentーカジュアルビデオゲームの開発者[44]

## 2009年
- Zapposーシューズとアパレルのオンライン小売業者[45][46]
- Lexcycle[47]
- SnapTellーイメージマッチングのスタートアップ [48]
- Stanzaー AmazonのKindleのライバル電子ブックリーダー[49]

## 2010年
- Touchco[50]
- Woot[51]
- Quidsi (以前はDiapers.com)[52]
- BuyVIP[53]
- Amie Street
- Toby Press[54]

## 2011年
- LoveFilm[55]
- The Book Depository[56]
- Pushbutton[57]
- Yap[58]

## 2012年
- Kiva Systems[59]
- Teachstreet[60]
- Evi[61][62]

## 2013年
- IVONA Software[63]
- Goodreads[64]
- Liquavista[65]

## 2014年
- Double Helix Games[66]
- comiXology[67]
- Twitch[68]

## 2015年
- Annapurna Labsーイスラエルのヨクネアムに拠点を置くチップ設計企業[69]
- 2lemetryーInternet of Things[70]
- ClusterKークラウド技術[71]
- Shoefitrー3Dシューズフィッティング技術[72]
- Safaba 翻訳システム、自動テキスト翻訳システム
- Elemental Technologiesーオレゴン州ポートランドに拠点を置く映像処理企業[73][74]

## 2016年
- Amazonはインドへの投資額を50億ドルに増やし、また競合のフリップカートに対抗するために販売手数料を下げた[75][76]。
- NICE[77]
- Curse, Inc.[78]
- Biba Systems[79]

## 2017年
- Harvest.ai[80]
- Thinkbox Software[81]
- Do.com[82]
- スーク・ドット・コム[83]
- ホールフーズ・マーケット[84]
- GameSparks[85][86]
- Graphiq[87][88]
- Wing.ae[89]
- Body Labs[90]
- Goo Technologies (取得資産はAmazon Sumerianになった)[91]
- Blink Home[92]
- Dispatch（宅配ロボットの新興企業）[93]。

## 2018年
- リング[94]

## 2022年
- メトロ・ゴールドウィン・メイヤー[95]

## 関連リンク
- Appleの合併・買収リスト
- 合併と買収